# Beregening

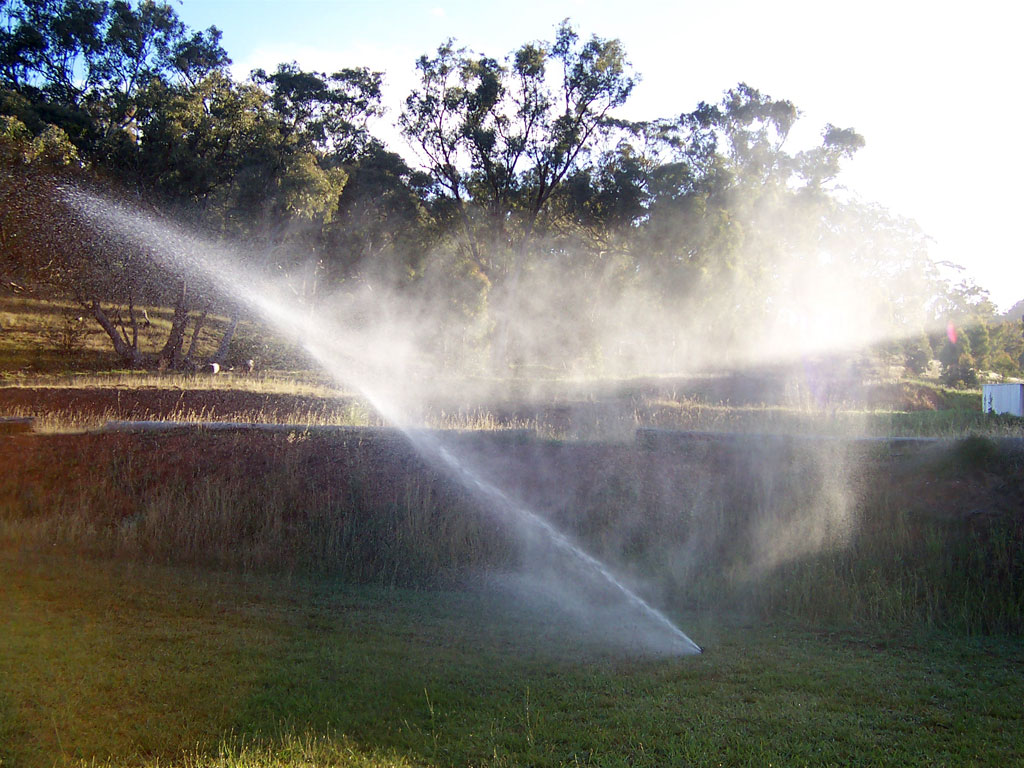
Beregening met een sproeier

Beregenen is het toevoeren van water in plaats van of in aanvulling op de natuurlijke regenval met water van een andere bron om gewassen te laten groeien. Het is ook een methode om te voorkomen dat nachtvorst de bloesem van fruitbomen beschadigt. 
Het gebeurt met behulp van een sproeier of waterkanon. Dit kan gebeuren met leidingwater, grondwater, oppervlaktewater of water dat is opgevangen in een bassin of andere opvangfaciliteit.
Beregening kan gebeuren middels een vast geplaatste beregeningsinstallatie of een bewegende installatie.

## Nadelen beregening
- Hoge kosten (diesel voor pomp, leidingwater)
- Grote druppelgrootte (schade aan landbouwgewas, dichtslaan van grond)
- Planten worden lui en wortelen oppervlakkig
- Kans op plantenziekten zoals bruinrot en schurft

Tijdens perioden van grote droogte kunnen waterschappen de landbouw verbieden om met oppervlaktewater landbouwgewassen te besproeien, om schade aan andere sectoren van de economie te voorkomen.

## Soorten beregeningssproeiers
- Kanonsproeier
- Kanonsectorsproeier
- Tiksproeier

## Galerij

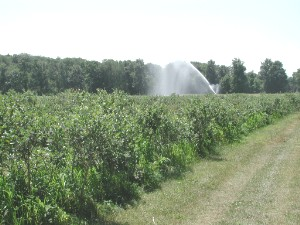
Beregening van blauwe bessen met een waterkanon
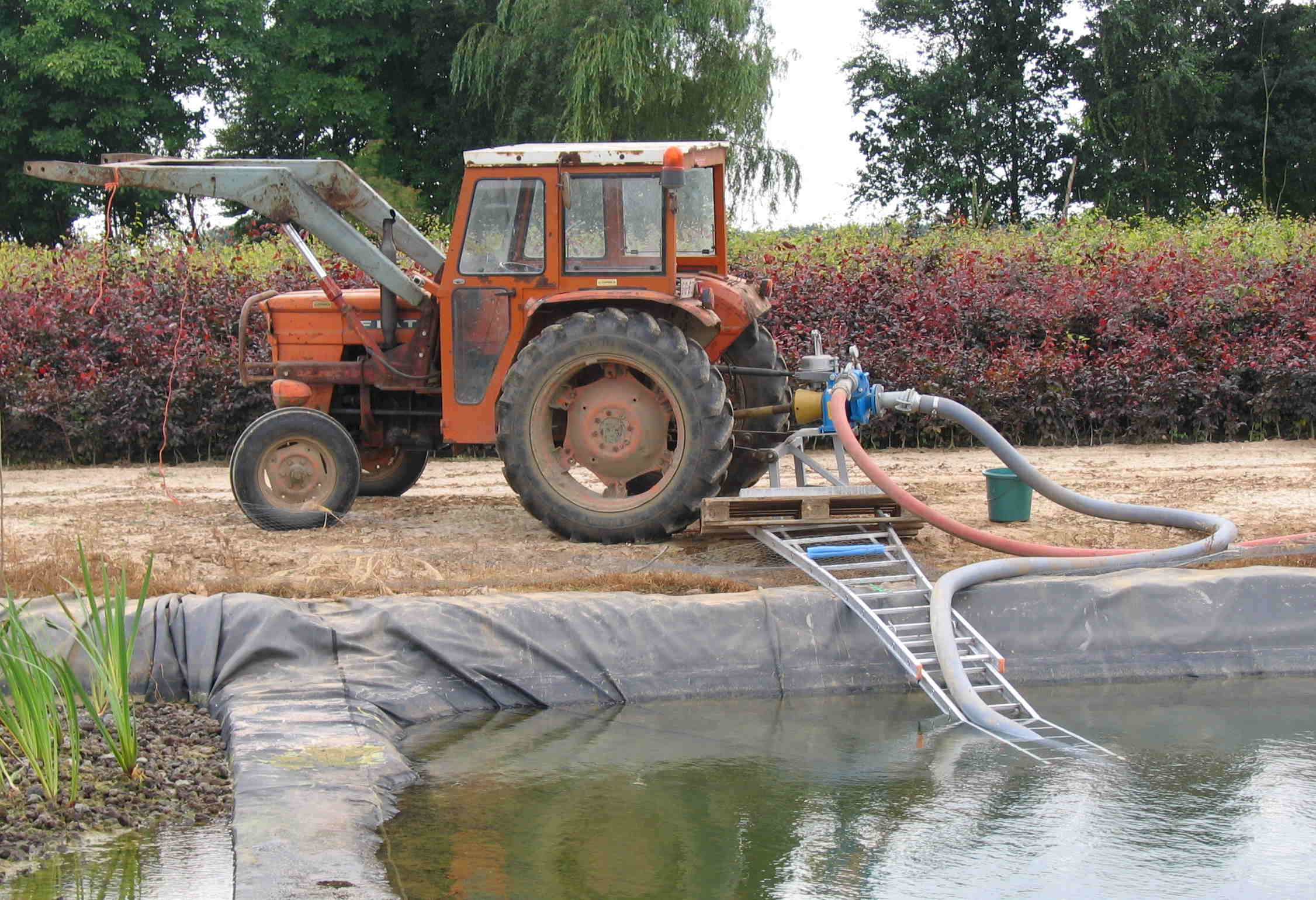
Door een trekker aangedreven waterpomp.
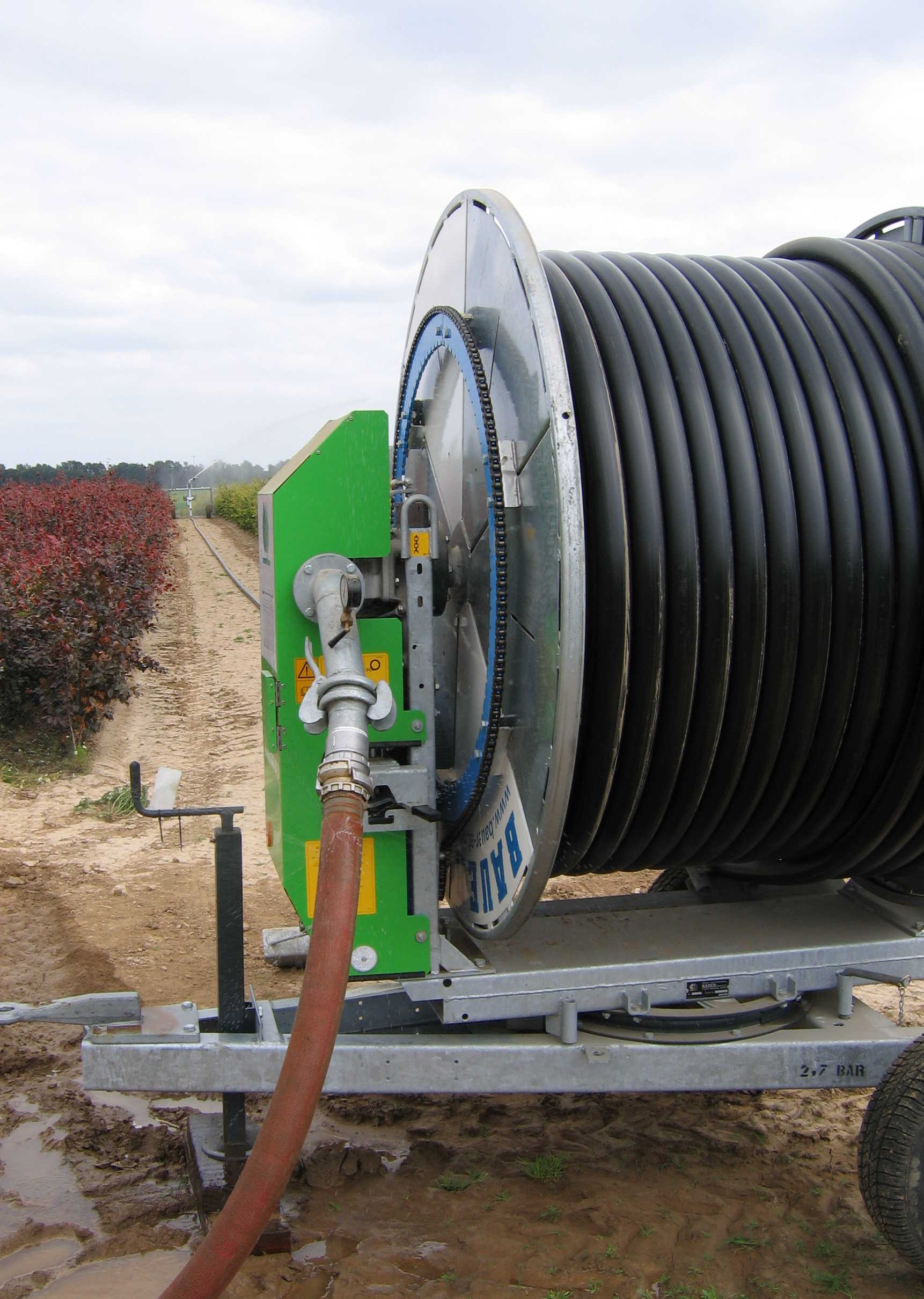
Slangenhaspel behorend bij de door een trekker aangedreven waterpomp.
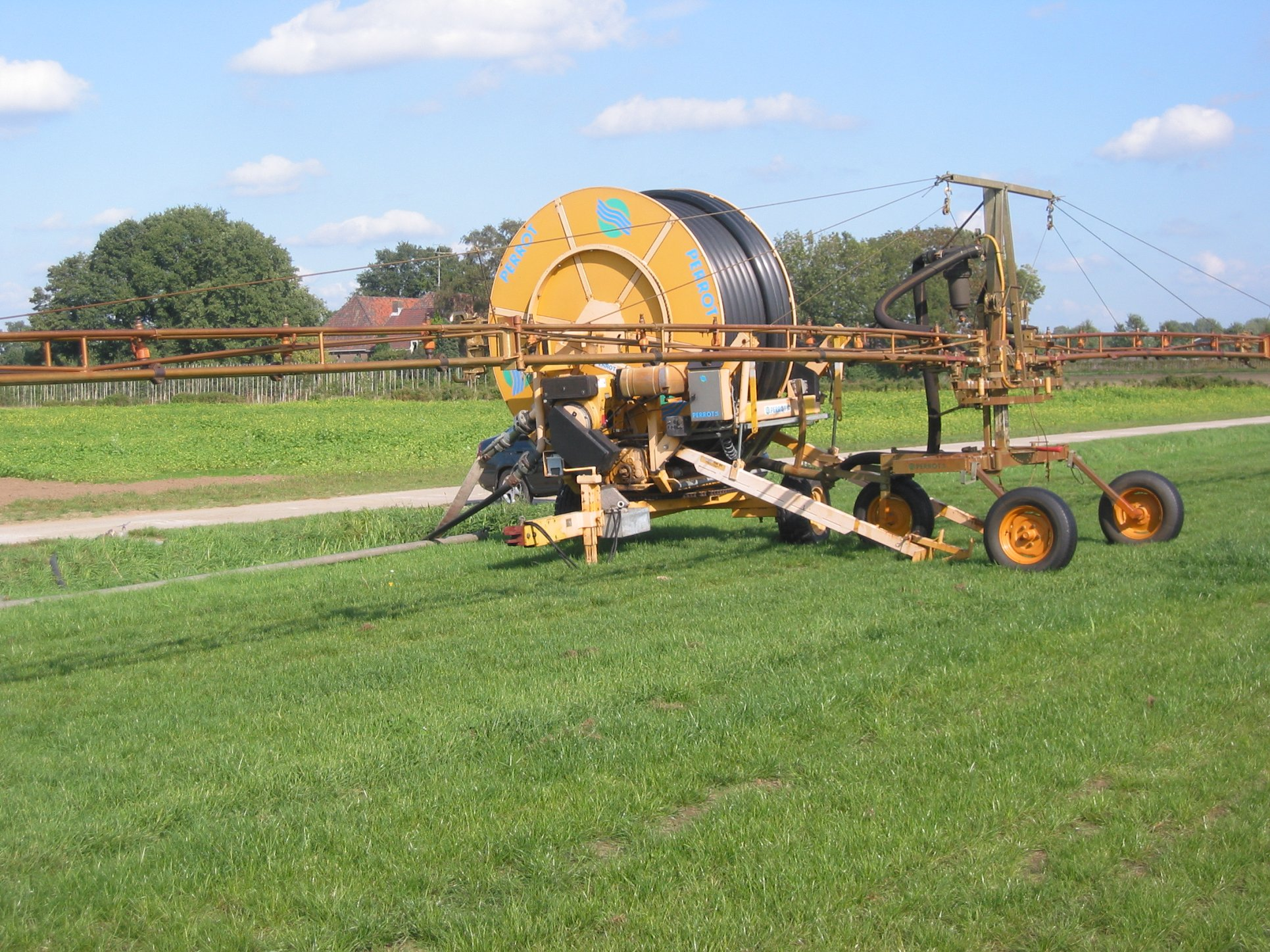
Beregeningsinstallatie met sproeiarmen.